# Aroue-Ithorots-Olhaïby
Aroue-Ithorots-Olhaïby é uma comuna francesa na região administrativa da Nova Aquitânia, no departamento dos Pirenéus Atlânticos. Estende-se por uma área de 18,14 km². Em 2010 a comuna tinha 244 habitantes (densidade: 13,5 hab./km²).